# Square Nadar
Square Nadar är en park i Quartier de Clignancourt i Paris 18:e arrondissement, belägen nedanför Sacré-Cœur på Montmartre. Square Nadar är uppkallad efter den franske fotografen och karikatyrtecknaren Félix Nadar (1820–1910). I parken står en staty föreställande den franske adelsmannen Jean-François de la Barre (1745–1766), som på denna plats blev halshuggen och bränd på bål.

## Omgivningar
- Sacré-Cœur
- Saint-Pierre de Montmartre
- Carrousel de Saint-Pierre
- Place Saint-Pierre
- Montmartres bergbana
- Square Louise-Michel

## Bilder
| - Staty föreställande Jean-François de la Barre. |

## Kommunikationer
- Tunnelbana – linje  – Abbesses
- Busshållplats Funiculaire – Paris bussnät, linje 40

### Webbkällor
- ”Square Nadar”. Paris Info. Paris Convention and Visitors Bureau. https://en.parisinfo.com/paris-museum-monument/71335/Square-Nadar. Läst 27 februari 2021.
- ”Square Nadar”. Les rues de Paris. http://www.parisrues.com/rues18/paris-18-square-nadar.html. Läst 27 februari 2021.